# Магеррамов, Абель Мамедали оглы
Абель Мамедали оглы Магеррамов (азерб. Abel Məmmədəli oğlu Məhərrəmov; 5 января 1950) — советский и азербайджанский химик-органик, доктор химических наук, профессор, действительный член АН Азербайджана (2007; член-корреспондент с 2001). Ректор Бакинского государственного университета (1999—2018). Заслуженный деятель науки Азербайджана (2000).

## Биография
Родился 5 января 1950 года в Баку, Азербайджанская ССР.
С 1966 по 1971 год обучался на химическом факультете Бакинского государственного университета. С 1973 по 1976 год обучался в аспирантуре Московского государственного университета по кафедре органической химии, ученик профессора Н. С. Зефирова.
С 1971 по 1976 год на научно-исследовательской работе во Всесоюзном научно-исследовательском институте олефинов в качестве оператора и инженера. С 1976 года на научно-исследовательской и педагогической работе в Бакинском государственном университете в должностях: старший научный сотрудник, старший преподаватель, заведующий учебной части университета, доцент, профессор, заместитель декана и с 1993 года — декан химического факультета. С 1999 по 2018 год — ректор этого университета и одновременно с 2002 года — заведующий кафедрой органической химии.
Одновременно с 1995 по 1997 год — председатель Учёного совета по защите кандидатских и докторских диссертаций по специальности «Органическая химия» при Высшей аттестационной комиссии при Президенте Азербайджана и с 2000 года являлся председателем такого же совета при Бакинском государственном университете. С 1998 по 2002 год — член Комитета по науке и технике и с 2007 года — член Бюро отделения химических наук АН Азербайджана

### Научно-педагогическая деятельность и вклад в науку
Основная научно-педагогическая деятельность А. М. Магеррамова была связана с вопросами в области органической химии, занимался исследованиями в области нанотехнологий, тонкого органического синтеза и рентгеноструктурного анализа, хромато-масс-спектрометрии и ЯМР-спектроскопии. Помимо основной деятельности с 2002 по 2004 год А. М. Магеррамов являлся — президентом Ассоциации университетов стран Черноморского бассейна, с 2004 года — вице-президентом этой Ассоциации. С 2005 года — депутат Национального собрания Азербайджана. А. М. Магеррамов являлся — членом редколлегии Азербайджанской национальной энциклопедии и Малой химической энциклопедии.
В 1976 году защитил кандидатскую диссертацию по теме: «Новый способ увеличения электрофильности сульфенилхлоридов при реакции присоединения к двойной связи», в 1991 году защитил докторскую диссертацию на соискание учёной степени доктор химических наук по теме: «Новые синтетические подходы на основе электрофильных реакций в ряду алкенов и трехчленных карбо- и гетероциклических соединений». В 1991 году ему присвоено учёное звание профессор. В 2001 году избран член-корреспондентом, а в 2007 году был избран — действительным членом НАН Азербайджана по Отделению химических наук. А. М. Магеррамовым было написано более семисот тридцати двух научных работ, в том числе восьми монографий, сорок четыре учебника и более сорока свидетельств на изобретения, под его руководством было подготовлено около тридцати кандидатов и докторов наук.
В 2016 году Абель Магераммов избран действительным членом Российской академии наук.

## Основные труды
- Новый метод увеличения электрофильности сульфенхлоридов в реакциях присоединения по кратным связям. — Москва, 1976. — 103 с.
- Новые синтетические подходы на основе электрофильных реакций в ряду алкенов и трехчленных карбо- и гетероциклических соединений / Магеррамов Абель Мамедали оглы ; Академия наук Азербайджанской Республики, Институт химии присадок. — Баку, 1991. — 48 с.
- Нековалентные взаимодействия в дизайне и синтезе новых соединений / под редакцией А. М. Магеррамова [и др.]; перевод с английского под ред. профессора В. Г. Ненайденко. — Москва : Техносфера, 2016. — 623 с. ISBN 978-5-94836-472-8
- Химия алкенилфенолов: [монография] / А. М. Магеррамов, М. Р. Байрамов. — Москва : Техносфера, 2018. — 222 с. ISBN 978-5-94836-534-3
- a-Цианотиоацетамид: [монография] / А. М. Магеррамов, Н. Г. Шихалиев, В. Д. Дяченко [и др.]. — Москва : Техносфера, 2018. — 222 с. ISBN 978-5-94836-510-7[3]

## Награды и звания
- Орден «Слава» (30 октября 2009 года) — за заслуги в развитии образования и науки в Азербайджане[4]
- Орден «Труд» II степени (25 ноября 2019 года) — по случаю 100-летия Бакинского государственного университета и за заслуги в развитии образования и науки в Азербайджане[5][6]
- Командор ордена «За верную службу» (2004 год, Румыния)[7]
- Заслуженный деятель науки Азербайджана (11 февраля 2000 года) — по случаю 80-летия Бакинского государственного университета имени Мамедама Расулзаде, за достижения в области науки и образования[8]
- Золотая медаль OECD (2000 год)[1]
- Почётный профессор МГУ (2015 год)[9]
- Медаль «Гордость Евразии» (27 апреля 2011 года, Учёный Совет Евразийского национального университета имени Льва Гумилёва Республики Казахстан) — за вклад, внесённый в развитие образования и культуры на евразийском пространстве[10]
- Почётная грамота ассоциации евразийских университетов (2011 год)[11].
- Памятная медаль Следственного комитета Российской Федерации (2015 год)[12].
- Золотая медаль Сети университетов черноморского региона (2016 год)[13].
- Медаль «Махмуд Кашгари» (2017 год) — за большую роль в повышении международного престижа азербайджанской науки, выдающийся вклад в развитие науки и образования[14].
- Золотая медаль Тбилисского государственного университета (2018 год)[15]